# Molay (Jura)
Molay – miejscowość i gmina we Francji, w regionie Burgundia-Franche-Comté, w departamencie Jura.
Według danych na rok 1990 gminę zamieszkiwało 525 osób, a gęstość zaludnienia wynosiła 82 osoby/km² (wśród 1786 gmin Franche-Comté Molay plasuje się na 299. miejscu pod względem liczby ludności, natomiast pod względem powierzchni na miejscu 691.).